# Laubmannite
La laubmannite è un minerale non riconosciuto dall'IMA dal 1990 in quanto è stato appurato che si tratta di una miscela di beraunite, dufrénite e kidwellite.